# 青空の見える丘
『青空の見える丘』（あおぞらのみえるおか）とは、2006年4月21日にfengより発売された18禁恋愛アドベンチャーゲームである。
パッケージなどでの表現は「都会「ツンデレ」幼なじみと田舎「のんびり」幼なじみの織り成す絶妙なハーモニー？」。

## 概要
feng4作目となる本作は、舞台を都会の学園に設定したオーソドックスな学園モノである。本作は多数のパロディが含まれている。特に、開発当時の2ちゃんねるなどで流行ったインターネットスラングやフレーズが多用されるため、それなりの知識がないと理解しにくい部分もある。
発売日は当初、2006年4月14日予定と告知されていたが、バグが見つかったため、同年4月21日に急遽変更された。しかし、発売後にもバグなどの不具合が見つかったため、差分が修正ファイル（1.02a、2006年6月4日に）としてアップされた。また、本作を購入してインストールすると画面下部にメッセージウインドウが表示されるが、デフォルトではウインドウが水色、テキストが白色であることから見づらいという指摘があり、ウインドウの色を暗くするファイルも上記修正ファイルと同時期にアップされた。

## ストーリー
私立ファミーユ学園に通っている主人公の今井秀樹は、2年目の春に生活が急変することとなる。かつて暮らしていた田舎に住む幼なじみの西村春菜・小夏姉妹が転校してくるというのである。慣れない都会での暮らしのなかで秀樹へ好意を寄せる春菜に対し、現在の幼なじみである速水伊織も負けていられず、彼女らとの奇妙な多角関係が始まる。

## 登場人物
今井 秀樹（いまい ひでき）
声：朴璐美（ドラマCD）
主人公。清潔感のある整った顔立ちで、根は優しく真面目だが調子に乗りやすく、軽いノリで明るく馬鹿をやるので校内では有名人。3年前、伊織をめぐる事件の際に大暴れして停学処分を食らったが、逆にそのことを誇りに思っている。

### メインヒロイン
西村 春菜（にしむら はるな）
声：鈴田美夜子
秀樹が住んでいた田舎から上京してきた幼なじみ。子供の頃に結婚の約束を交わした秀樹に対して憧れを持っている。のんびり穏やかな性格。ずっと田舎暮らしだったせいで都会の一般常識がなく、上京当初は電車の自動券売機や自動改札の使い方も知らなかった。見た目通り運動神経はあまり良くないが、見た目に反して基礎体力は抜群。主人公の呼び方は「秀くん」。口癖は「ふぇ（〜）」。実は霊感があり、幽霊の類は見慣れている。
西村 小夏（にしむら こなつ）
声：成瀬未亜
春菜の1つ下の妹で一緒に転校してくる。都会に憧れているが、その知識は情報誌などで得たため誇張されてしまっている。常に明るく元気でハイテンションな暴走娘。水泳部に所属しているが、大会などを目指しているわけではない。主人公の呼び方は「秀兄ぃ」。口癖は「にゅふ/にゃふ/にゃははは」など。
速水 伊織（はやみ いおり）
声：安玖深音
秀樹の都会での幼なじみ。表向きは気さくだけど落ち着いていて丁寧な印象で学園内では人気者だが、秀樹への好意は素直に表すことが出来ないツンデレ娘。貧乳で（本人曰く遺伝）、秀樹にしょっちゅうネタにされている。主人公の呼び方は「秀樹」。
ファミーユ学園へ進学する前はテニス部のエースだったが、3年前に起きた事件をきっかけにラケットを置いてしまっている。
諏訪 ののか（すわ ののか）
声：九条信乃
秀樹たちの1年年上で学生会長。のんびりとした性格で常に穏やかな笑顔を絶やさないが、実は計算高く腹黒い一面も持っており、秀樹にだけはそうした面も見せる。主人公の呼び方は「秀樹さん」。口癖は「〜ちゃいました」。旧姓：鈴瀬。
藤宮 翠（ふじみや すい）
声：加賀ヒカル
秀樹たちの後輩であり小夏のクラスメイト。自分のことを僕と称す。背が高めですらっとしたスレンダー美人系。常にクールな姿勢を崩さず、微妙に難しい言い回しや語彙を好むなどやや芝居がかった言動が特徴。図書委員を務めていて、読書家でもあるので図書館に居る事も多い。オカルトやミステリーに興味がありさまざまな方面の知識が豊富で、頭の回転も速い。ののかとは以前から面識がある。主人公の呼び方は「秀樹君」。

### サブキャラクター
御代 柊花（ごだい とうか）
声：近藤千佳
秀樹たちの田舎にある御代神社の巫女。性格は能天気でお気楽だが、勘が鋭く頭も回る。後述する各話の冒頭で登場する秀樹が書いているメールの相手で、文中では「姉さん」と表記されている。かなり危険なネタを連発する。主人公の呼び方は「秀ちゃん」。
橘 ミコト（たちばな みこと）
声：佐本二厘
秀樹や伊織たちのクラスメイト。テニス部のエースで、伊織とはファミーユ学園入学前からテニスプレイヤーとしてお互いに名前を知っていた。誰に対しても丁寧語で話すが、これは憧れている祖母の影響である。後輩の面倒見も良い。自称、好みの異性のタイプはロマンスグレー。ツインテールだが片方のリボンが無い。主人公の呼び方は「今井くん」。次回作の『あかね色に染まる坂』ではヒロインとなった。
滝沢 光一（たきざわ こういち）
声：先割れスプーン
秀樹や伊織たちのクラスメイト。資産家（『あかね色の染まる坂』にて日本でも有数の大家である事が判明）の息子で学生会副会長。成績優秀で運動神経抜群、さらに二枚目と完璧な人物だがその本領は主役の引き立て役、ナンバー2としてこそ発揮される。秀樹に惚れ込んでいて親友と言っていい間柄だが、時折同性愛的な言動をしては周囲を引かせている。主人公の呼び方は「秀樹君」。秀樹の幼なじみである伊織を敵視している。
冴島（さえじま）
声：非公開
春菜シナリオに登場。秀樹や伊織たちのクラスメイトで一見真面目そうに見える。秀樹は彼を「自分とどこか似てる」と評する。
葉山（はやま）
声：非公開（倉田まりや）
伊織シナリオに登場。3年前に起きた伊織をめぐる事件の首謀者であったが、今回ファミーユ学園にテニスの練習試合を行うためにやってくる。かつては秀樹に好意を持っていた。
藤宮 聖（ふじみや ひじり）
声：加賀ヒカル
翠の姉。既に病で亡くなっている。翠の口調は彼女譲り。翠ルートの終盤に声のみ登場し（翠の体を借りているため、姿は翠）、公園でののか、教室の窓越しに翠と話した後に成仏する。

## 各話タイトル
本作は全3部に分かれており、その中に1話完結のストーリーが収められている。各話終了後にはアニメ番組のような次回予告と、主人公以外の各ヒロインからの視点で物語を振り返る「Side Episode」が挿入される。また、各ヒロイン終了後に「ごじつだん」が登場し、その後が語られる。

### 第1部 春
- 第1話 - 心機一転で春一番
- 第2話 - 春の突風、竜巻注意報
- 第3話 - 春真っ盛り、歓迎会開催

### 第2部 夏
- 第4話 - 梅雨の恋文騒動
- 第5話 - ひと夏の子猫物語
- 第6話 - ある雨の日
- 第7話 - 人生最大の不幸七夕
- 第8話 - 大掃除と大海原・前編
- 第9話 - 大掃除と大海原・後編

### 第3部 空
（以下、伊織・春菜・小夏・ののか・翠の順で記す。伊織・春菜は全13話）
- 第10話
  - 過ぎ去る夏の記憶・前編
  - 夏の五月雨注意報!・前編
  - 水際の恋物語
  - 甘夏色の夕焼け
  - 黄昏の夏茜
- 第11話
  - 過ぎ去る夏の記憶・後編
  - 夏の五月雨注意報!・後編
  - 小さな夏の恋少女・前編
  - 夕闇に消えた夏・前編
  - 真夏の夜に見る夢・前編
- 第12話（伊織・春菜以外は最終話）
  - 幸福の夏影
  - 春色の真夏日和
  - 小さな夏の恋少女・後編
  - 夕闇に消えた夏・後編
  - 真夏の夜に見る夢・後編
- 最終話
  - 青空色の朝
  - 青空の見える丘

### 外伝
外伝は柊花のみ
- 第1話 - 田舎×姉×大ハッスル
- 第2話 - 巫女と巫女服と私
- 最終話 - そして青空の見える丘でまた会いましょう

## スタッフ
- 原画：涼香、和泉つばす、澤野明（ミニキャラ）
- シナリオ：サイトウケンジ
- 音楽：猫野こめっと
  - OP：青空の見える丘で
    - 作詞：サイトウケンジ
    - 作・編曲：黒須克彦
    - All instruments：黒須克彦
    - 歌：橋本みゆき

  - ED：さかみち
    - 作詞：feng
    - 作・編曲：景家淳
    - All instruments：景家淳
    - 歌：橋本みゆき

## 関連商品

### 書籍
- 青空の見える丘 ビジュアルファンブック（一迅社刊、ISBN 4-7580-1064-1）

### CD
- 青空の見える丘 オリジナルサウンドトラック （ランティス）
- 青空の見える丘 ドラマCD第1弾 秋のメイド服トラブル！
- 青空の見える丘 ドラマCD第2弾 冬のクリスマススクランブル！
- 青空の見える丘 ドラマCD第3弾 真冬のバラエティハッスル！
- 青空の見える丘 ドラマCD第4弾 真冬のバラエティハッスルセカンド！[注 2]